# Aloeides molomo
The Molomo Copper (Aloeides molomo) là một loài bướm thuộc họ Lycaenidae. Loài này có ở phía nam châu Phi.
Sải cánh từ 22–33 mm đối với con đực và 24–35 mm đối với con cái. Cá thể trưởng thành mọc cánh từ tháng 8 tới tháng 12 và từ tháng 3 tới tháng 4. Mỗi năm loài này có hai thế hệ.
The larvae of ssp. krooni feed on Sida ovata.

## Phân loài
- Aloeides molomo molomo (East Cape, Orange Free State, phía đông North Cape, Gauteng, Mpumalanga, Limpopo Province, North West Province)
- Aloeides molomo mumbuensis Riley, 1921 (Botswana, Zambia)
- Aloeides molomo kiellandi Carcasson, 1961 (south-phía tây Tanzania (Mpanda))
- Aloeides molomo krooni Tite & Dickson, 1973 (phía bắc North Cape to Namibia và Botswana)
- Aloeides molomo coalescens Tite & Dickson, 1973 (Zimbabwe)
- Aloeides molomo handmani Tite & Dickson, 1973